# Graphoderus zonatus
Graphoderus zonatus är en skalbaggsart som först beskrevs av Hoppe 1795.  Graphoderus zonatus ingår i släktet Graphoderus och familjen dykare. Arten har ej påträffats i Sverige.

## Underarter
Arten delas in i följande underarter:
- G. z. verrucifer
- G. z. zonatus

## Bildgalleri

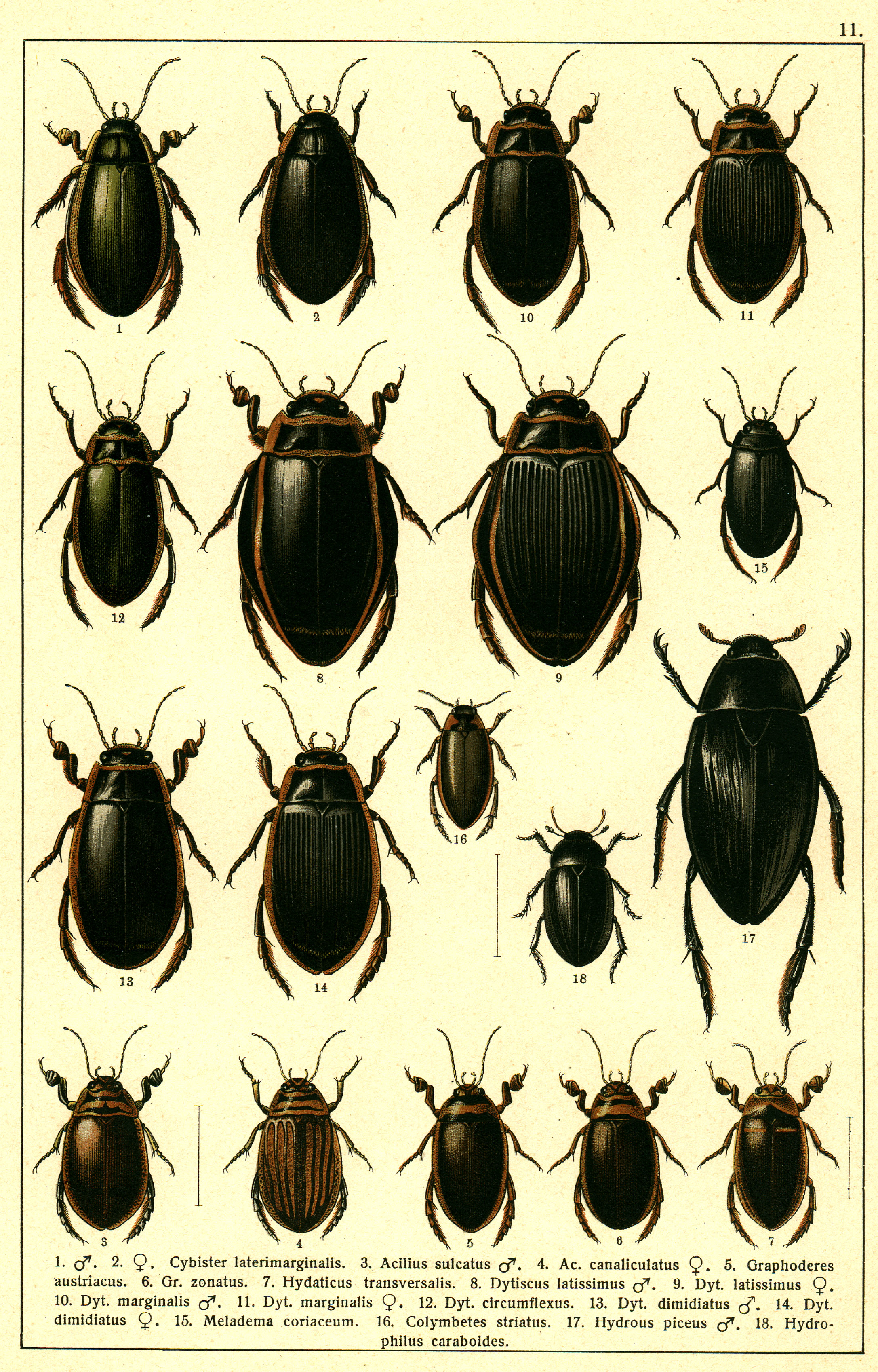
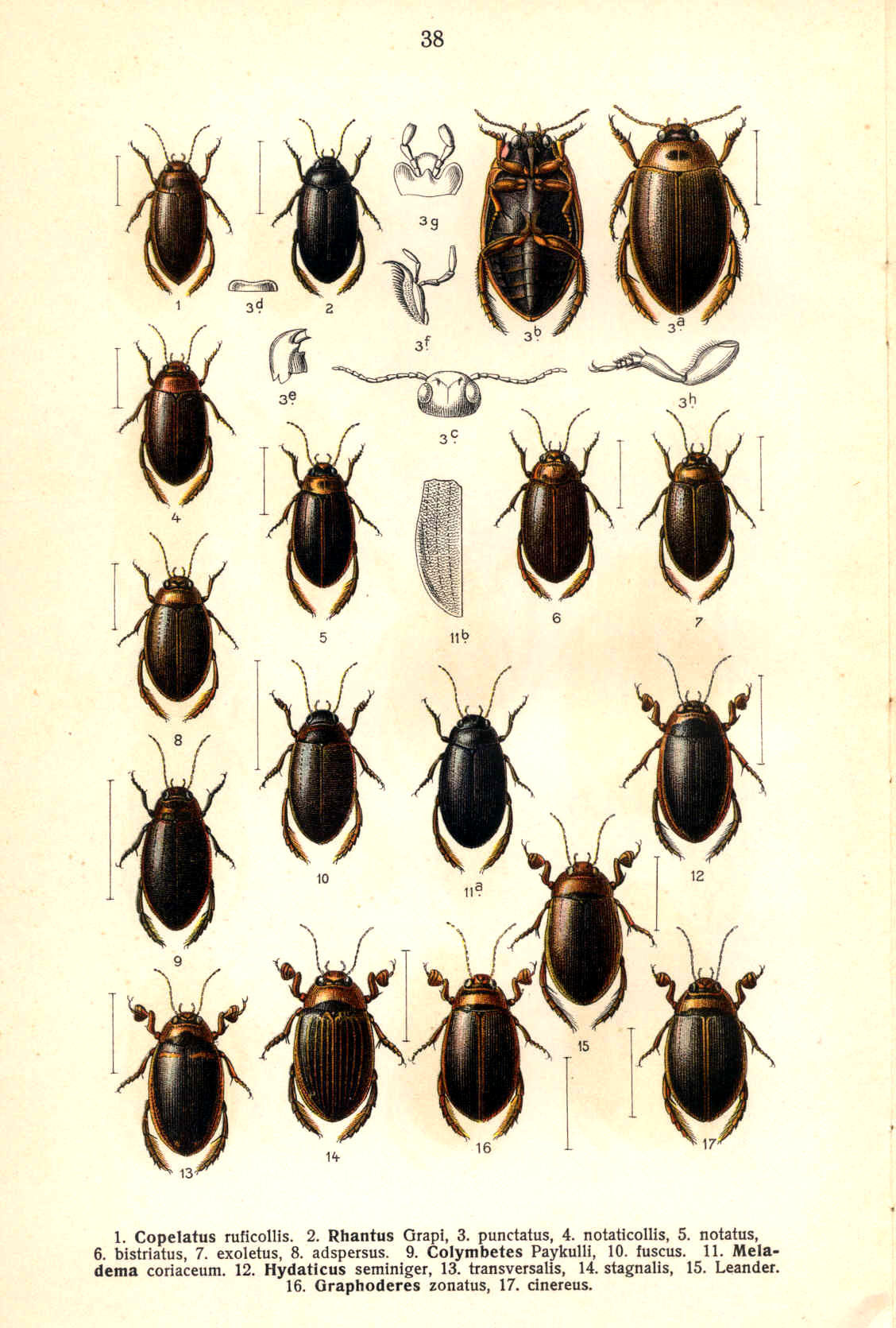
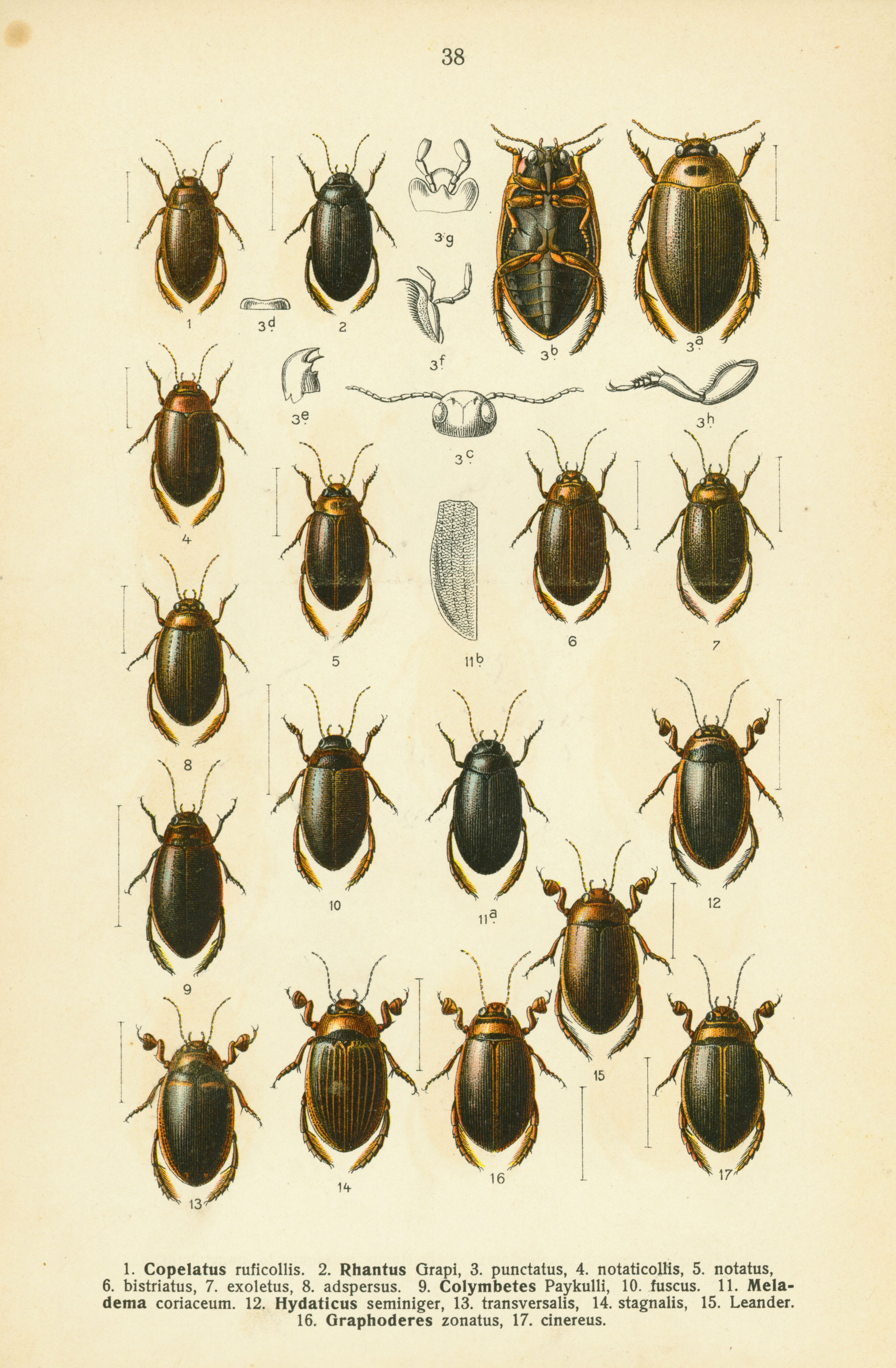